# 伊勢崎市立あずま中学校
伊勢崎市立あずま中学校（いせさきしりつ あずまちゅうがっこう）は、群馬県伊勢崎市東町（旧：佐波郡東村）にある公立中学校である。

## 歴史
- 1947年（昭和22年） - 佐波郡東村立東中学校として開校。初代校長　橋本繁
- 1948年（昭和23年） - 旧校舎落成
- 1958年（昭和33年） - 校歌制定
- 2005年（平成17年） - 名称変更「伊勢崎市立あずま中学校」
- 2012年（平成24年） - 普段服であるジャージを変更
- 2014年（平成26年） - 普段服をジャージから制服へ変更（学校側からの説明が無く生徒側との意見の食い違いで協議中）

## 部活動
平成24年時点では運動部が12、文化部が4となっている。そのほかに体操部が存在しているが、人数不足のため部としては存在していない。

### 運動部
- 軟式野球部
- 水泳部
- ソフトボール部
- 柔道部
- サッカー部
- 剣道部
- バスケットボール部  
  - 1984年 - 男子部が全国中学校バスケットボール大会にて準優勝。
- バレーボール部
- ソフトテニス部
- 卓球部
- 陸上部  
  - 2023年 - 関口我空が第50回全日本中学校陸上競技選手権大会の男子走幅跳にて6m99（+0.6）の記録で優勝[1]。
  - 2024年 - 布施川大梧が第51回全日本中学校陸上競技選手権大会の男子800mにて1分55秒86の記録で優勝[2]。

- バドミントン部

### 文化部
- 吹奏楽部
- 科学部
- 美術部
- ボランティア部

### 生徒会活動
- 生徒会本部
- 学級委員会
- 安全委員会
- 整美・環境委員会
- 放送委員会
- 保健委員会
- 体育委員会
- 給食委員会
- 福祉委員会
- 生活委員会

## 学区
小泉町、東小保方町、東町、八寸町、田部井町一丁目、田部井町二丁目、田部井町三丁目、上田町、西小保方町、平井町、三室町、国定町一丁目、国定町二丁目

## 著名な出身者
- 須永珠代（実業家、トラストバンク創業者）